# Anolis oculatus
Anolis oculatus (домінікський аноліс) — вид ігуаноподібних ящірок родини анолісових (Dactyloidae). Ендемік Домініки.

## Підвиди
Виділяють чотири підвиди:
- Anolis oculatus cabritensis Lazell, 1962;
- Anolis oculatus montanus Lazell, 1962;
- Anolis oculatus oculatus (Cope, 1879);
- Anolis noblei galeifer Lazell, 1962.

## Поширення і екологія
Домінікські аноліси є ендеміками острова Домініка в архіпелазі Малих Антильських островів. Вони живуть в сухих і вологих тропічних лісах, на плантаціях і в садах.

## Збереження
МСОП класифікує стан збереження цього виду як близький до загрозливого. Anolis oculatus загрожує конкуренція з інтродукованими анолісами Anolis cristatellus.